# 三村亜生
三村 亜生（みむら あおい、1989年8月24日 - ）は、日本の女子ラグビーユニオン選手。

## プロフィール
- 福井県福井市出身[1]。
- ポジションはロック(LO)。
- 身長 168cm、体重 66kg
- ニックネームはサン。
- 7人制女子日本代表に選ばれたことがある[2]。

## 略歴
大学までバスケをやっていた。
2008年、足羽高校卒業後、山梨学院大学に加入。
2012年、山梨学院大学卒業後、Yokohama TKMに加入。
2017年、女子ラグビーワールドカップ2017の女子日本代表に選ばれた。